# Fago T4
El fago T4 o bacteriófago T4 es un virus de tipo I con ADN que infecta bacterias Escherichia coli. Tiene un tamaño aproximado de 200 nm. El fago T4 pertenece al grupo T, que incluye también los enterobacteriófagos T2 y T6. El fago T4 posee un ciclo vital lítico únicamente, y no lisogénico. 
Su ADN es bicatenario y lineal, mide 169 kb y puede codificar hasta 289 clases de proteínas.
Al objeto de preservar su ADN evitando la acción de las nucleasas de la célula huésped, este contiene unas bases nitrogenadas diferentes a las habituales como citidina e hidroximetilcitidina. De esta forma el virus puede hacer uso de sus propias nucleasas para destruir el ADN celular de su huésped, la bacteria E. coli. 
Su estructura es de tipo complejo. Consta de un capsómero (con ADN en el interior) o cabeza, unido a un collar y a una cola. La cola posee en su extremo final una placa basal, en la que residen los parásitos (parte inferior de la placa) y a la que se unen las fibras de la cola, que permiten la unión del fago a la bacteria. En el collar aparecen una especie de 'bigotes', sensores ambientales que evitan la infección fágica en condiciones desfavorables por regulación de la retracción de las fibras de la cola. Todas las estructuras son proteicas. 
El fago T4 tiene algunas características únicas como:
- Alta velocidad de copia de ADN con sólo un error cada 300 copias.
- Mecanismos especiales de reparación.
- Redundacias terminales que pueden recombinarse y formar concatémeros. El ADN de los viriones maduros es el resultado del corte de los concatémeros en las unidades que lo forman, el genoma del virus.

## Ciclo replicativo

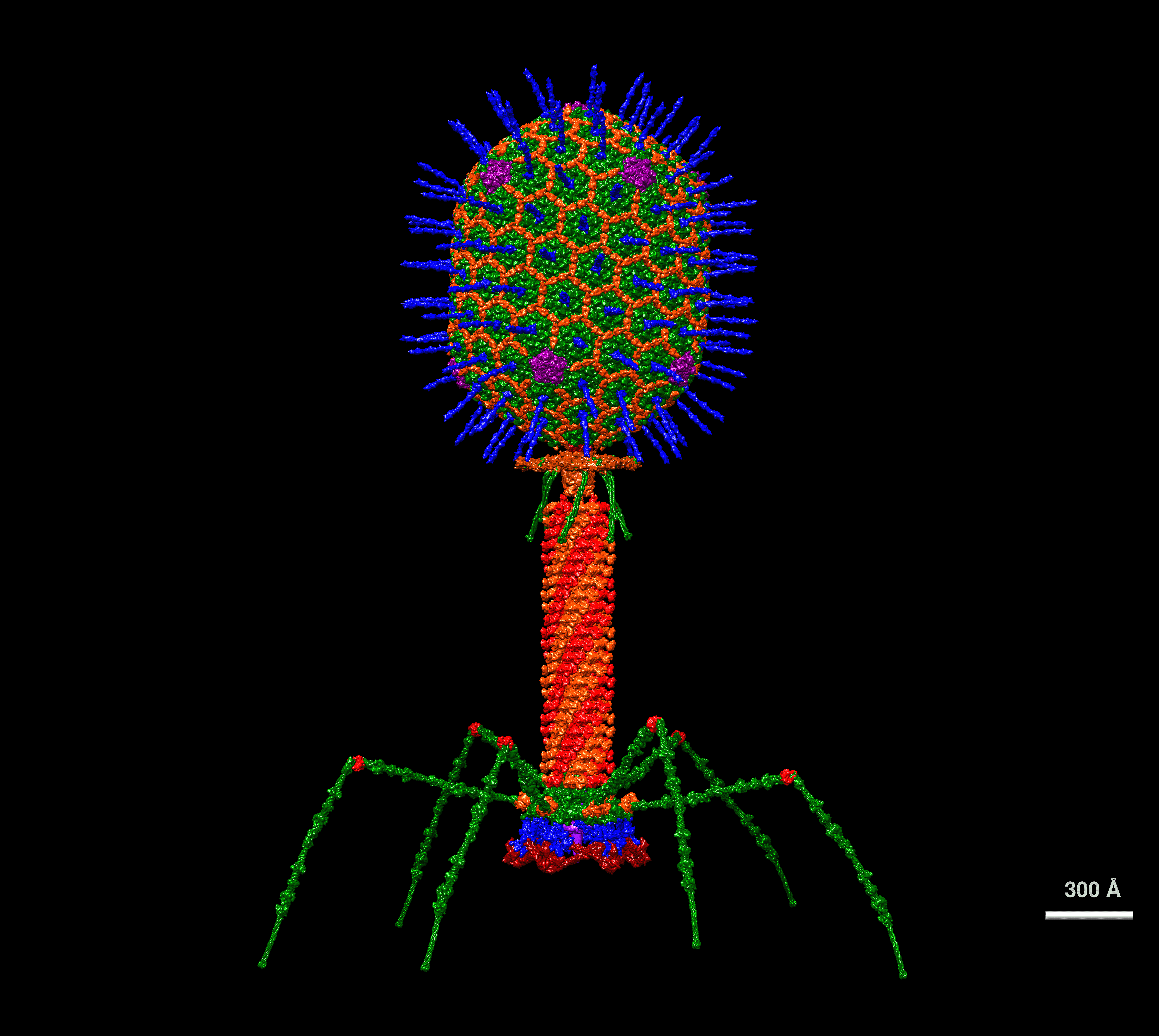
Modelo Estructural del Fago T4 en Resolución Atómica

Su ciclo vital (desde que entra en la bacteria hasta su destrucción) dura cerca de 30 minutos (a 37 °C) y consta de:
- Adsorción y penetración (se inicia inmediatamente).
- Se transcriben los genes precoces inmediatos (se inicia inmediatamente).

- Se transcriben los genes precoces retardados (se inicia al cabo de 2 minutos).
- Degradación del genoma de E. coli por parte de enzimas víricos.
- Transcripción de genes tardíos (se inicia al cabo de 5 minutos).
- Replicación del ADN (se inicia al cabo de 10 minutos).

- Fin de la transcripción de los genes precoces (al cabo de 12 minutos).
- Formación del virus (se ensambla la cápside, se le une la cola y finalmente las fibras de la cola (se inicia después de 12 minutos).
- Hace "estallar" a la E. coli

## Control de la transcripción
Está llevado a cabo por, entre otras, las siguientes proteínas:
- Alt y Mod: llevan a cabo la ADP ribosilación de la Arg265 de la subunidad alfa de la ARN polimerasa.

- MotA: se une al ADN para activar la transcripción de los genes precoces retardados.

- AsiaA: bloquea la transcripción de los genes precoces inmediatos y de casi todos los genes celulares.

- gp55: factor σ alternativo. Control positivo de la transcripción.

- gp33: proteína puente entre la ARN polimerasa y gp55. Control positivo de la transcripción.

## Intrones
El fago T4 posee intrones, lo cual es una característica muy rara entre los virus. Están presentes en los genes td, nrdB y sunY. Son intrones self-splicing y el ARN actúa como una enzima catalizando reacciones de transesterificación y transferencia de enlaces fosfodiestéricos. 
Los intrones presentes en los genes td y sunY son móviles y pueden catalizar su transferencia a otra molécula de ADN.

## Otros fagos T
- T1
- T2
- T3
- T5
- T6
- T7